# Allison Pineau
Allison Marie Pineau (ur. 2 maja 1989 w Chartres) – francuska piłkarka ręczna, reprezentantka kraju. Gra na pozycji środkowej rozgrywającej. Mistrzyni świata z 2017 i dwukrotna wicemistrzyni z 2009 i 2011 r.
W maju 2010 r. została wybrana najlepszą piłkarką ręczną roku 2009 na świecie.
Od sezonu 2016/17 występuje we francuskim Brest Bretagne Handball.

## Sukcesy

### Reprezentacyjne
- Igrzyska olimpijskie:
  -  2016
- Mistrzostwa świata:
  -  2017
  -  2009, 2011
- Mistrzostwa Europy:
  -  2018
  -  2016

### Klubowe
- Liga Mistrzyń:
  -  2012-2013 (Oltchim Râmnicu Vâlcea), 2013-2014 (Wardar Skopje)
- Mistrzostwa Francji:
  -  2010-2011 (Metz Handball)
  -  2016-2017, 2017-2018 (Brest Bretagne Handball)
  -  2009-2010, 2011-2012 (Metz Handball)
- Puchar Francji:
  -  2009-2010 (Metz Handball), 2017-2018 (Brest Bretagne Handball)
- Mistrzostwa Rumunii:
  -  2012-2013 (Oltchim Râmnicu Vâlcea)
  -  2015-2016 (HCM Baia Mare)
- Mistrzostwa Macedonii:
  -  2013-2014 (Wardar Skopje)

## Nagrody indywidualne
- Najlepsza środkowa rozgrywająca:
  - Mistrzostwa Świata 2011
  - Mistrzostwa świata 2009

## Odznaczenia
- Chevalier Orderu Legii Honorowej – 2021[2]
- Chevalier Orderu Narodowego Zasługi – 2016[3]